# Hemisodorcus montivagus adachii
Hemisodorcus montivagus adachii es una subespecie de coleóptero de la familia Lucanidae.

## Distribución geográfica
Habita en Japón.